# Partisanenlied
Das Partisanenlied  (chinesisch 游擊隊歌 / 游击队歌, Pinyin Yóujīduì gē) ist ein in China populäres patriotisches Lied. Text und Musik stammen von He Lüting. Es wurde 1937 komponiert.
Das Lied besingt den chinesischen Partisanenkampf im Widerstandskrieg gegen Japan (1937–1945).

## Text
| chinesisch | Pinyin | Übersetzung |
| --- | --- | --- |
| 我们都是神枪手 每一颗子弹消灭一个敌人 我们都是飞行军 哪怕那山高水又深 在密密的树林里 到处都安排同志们的宿营地 在高高的山岗上 有我们无数的好兄弟 没有吃 没有穿 自有那敌人送上前 没有枪 没有炮 敌人给我们造 我们生长在这里 每一寸土地都是我们自己的 无论谁要抢占去 我们就和他拼到底 哪怕日本强盗凶 我们的弟兄打起来真英勇 哪怕敌人枪炮狠 找不到我们的踪和影 让敌人乱冲闯 我们的阵地建立在敌人侧后方 敌人的战线越延长 我们的队伍越扩张 不分穷 不分富 四万万同胞齐武装 不分党 不分派 大家都来抵抗 我们越打越坚强 日本强盗正在走向灭亡 待到最后胜利日 世界的和平见曙光 | Wǒmén dōu shì shénqiāngshǒu měi yī kē zǐdàn xiāomiè yī gè dírén wǒmén dōu shì fēixíngjūn nǎpà nà shān gāo shuǐ yòu shēn zài mìmì de shùlín lǐ dàochǔ dōu ānpái tóngzhìmen de sùyíngdì zài gāogāo de shāngǎng shàng yǒu wǒmén wúshù de hǎo xiōngdì méi yǒu chī méi yǒu chuān zì yǒu nà dírén sòng shàng qián méi yǒu qiāng méi yǒu pào dírén gěi wǒmen zào wǒmen shēngzhǎng zài zhèlǐ měi yī cùn tǔdì dōu shì wǒmen zìjǐ de wúlùn shuí yào qiǎngzhànqù wǒmen jiù hé tā pīn dàodǐ nǎpà Rìběn qiáng dào xiōng wǒ mén de dì xiōng dǎ qǐ lái zhēn yīng yǒng nǎ pà dí rén qiāng pào hěn zhǎo bù dào wǒ mén de zōng hé yǐng ràng dí rén luàn chōng chuǎng wǒ mén de zhèn dì jiàn lì zài dí rén cè hòu fāng dí rén de zhàn xiàn yuè yán cháng wǒ mén de duì wǔ yuè kuò zhāng bù fēn qióng bù fēn fù sì wàn wàn tóng bāo qí wǔ zhuāng bù fēn dǎng bù fēn pai dà jiā dōu lái dǐ kàng wǒ mén yuè dǎ yuè jiān qiáng rì běn qiáng dào zhèng zài zǒu xiàng miè wáng dài dào zuì hòu shèng lì rì shì jiè de hé píng jiàn shǔ guāng | Wir alle sind Scharfschützen, Jede Kugel trifft einen Feind. Wir alle sind beflügelte Soldaten Unerschrocken vor hohen Bergen und tiefen Gewässern. Im Dickicht der Wälder Schlagen unsere Genossen ihre Lager auf. Auf den hohen Bergen haben wir zahllose Brüder. Nichts zu essen, nichts anzuziehen, Es ist der Feind, der uns das liefern wird. Keine Gewehre, keine Kanonen, Der Feind wird sie für uns schmieden. Wir sind an diesem Ort geboren, Jeder Zentimeter des Landes gehört uns. Sollte es jemand überfallen, Werden wir ihn bis zum Tode bekämpfen. Obwohl die japanischen Banditen bösartig sind, Kämpfen unsere Brüder tapfer. Obwohl die feindlichen Waffen leistungsstark sind, Können sie Spur und Schatten von uns nicht finden. Wir lassen den Feind ziellos gehen, Unsere Front ist hinter dem Feind. Die Front des Feindes wird länger und länger, Unsere Truppen werden immer größer. Egal, ob arm oder reich, Vierhundert Millionen Landsmänner stehen unter Waffen. Egal von welcher Partei, Uns alle verbindet der Widerstand, Wir werden immer stärker im Kampf, Die japanischen Banditen werden ausgelöscht. Nach dem endgültigen Sieg Beginnt der Weltfrieden. |

## Videos
- Youjidui ge (a) (b), (c) - youtube.com